# فريد الغادري
فريد الغادري (بالإنجليزية: Farid Ghadry)‏ وُلد في 18 يونيو 1954، هو ناشط سوري في مجال حقوق الإنسان والمشارك المؤسس والرئيس الحالي لحزب الضعط من أجل تغيير النظام المدعوم من قِبل الولايات المتحدة.
قُورن الغادري في كثير من الأحيان بأحمد الجلبي المواطن العراقي المنفي والذي ضغطت الحكومة الأمريكية من أجل تحرير وطنه من صدام حسين.

## الحياة الشخصية
ولد الغادري في حلب بسوريا ثم هاجر رفقة عائلته عام 1964 باتجاه بيروت في لبنان بسبب الاضطرابات السياسية التي كانت تشهدها سوريا حينها. أتمَّ دراسته في لبنان حيث حضر مجموعة من المدارس قبل أن يُهاجر مجددا لكن هذه المرة صوب الولايات المتحدة وذلك بحلول عام 1975 حيث استقر في ضواحي مدينة واشنطن العاصمة. تخرَّجَ من الجامعة الأمريكية في واشنطن العاصمة عام 1979 حيث حصل على شهادة البكالوريوس في التمويل والتسويق.
بسبب طبيعة عمل والده، حصل الغادري على الجنسية السعودية. في أيلول/سبتمبر 2007 تم إلغاء جنسيته السورية من قبل الرئيس السوري بشار الأسد بعدما ظهر في اللجنة الخارجية للأمن للإسرائيلي في الكنيست.
للغادري أربع أطفال، معروف في الولايات المتحدة باسم «فرانك الغادري». كان عضوا في مجلس أمناء مدرسة نوروود في بيثيسدا، ماريلند.

## المسيرة المهنية
عمل الغادري في مجموعة من الشركات بما في ذلك شركة تهتم بادفاع الأمريكية لمدة عامين والتي تمكن من خلالها في احتلال مرتبة مهمة في القائمة السنوية فورتشن 500 قبل أن يُؤسس شركته الخاصة الدولية تحت اسم TechGroup Inc. ازدهرت الشركة عام 1983 بعدما أنتجت برنامج البحرية الأمريكية ثم قامت يرقمنة الأوراق على حاملات الطائرات. بالرغم من كل هذا؛ انسحب منها وباعها بحلول عام 1989. في عام 1990 بدأ بشراء أجهزة الكمبيوتر العتيقة التي استعملها الاتحاد السوفياتي ثم بدأ في تجريدها وإعادة إصلاحها وطلائها.